# Smilax subpubescens
Smilax subpubescens är en enhjärtbladig växtart som beskrevs av A.Dc. Smilax subpubescens ingår i släktet Smilax och familjen Smilacaceae. Inga underarter finns listade.